# Heby landsfiskalsdistrikt
Heby landsfiskalsdistrikt var 1918–1964 ett landsfiskalsdistrikt i Västmanlands län, bildat när Sveriges indelning i landsfiskalsdistrikt trädde i kraft den 1 januari 1918, enligt beslut den 7 september 1917. Den 1 januari 1965 avskaffades i Sverige samtliga landsfiskaler och landsfiskalsdistrikt, och deras arbetsuppgifter delades upp på de nyskapade indelningarna polisdistrikt, åklagardistrikt och kronofogdedistrikt.
Landsfiskalsdistriktet låg under länsstyrelsen i Västmanlands län.

## Ingående områden
När Sveriges nya indelning i landsfiskalsdistrikt trädde i kraft den 1 oktober 1941 (enligt kungörelsen den 28 juni 1941) överfördes kommunerna Enåker, Norrby och Tärna till Sala landsfiskalsdistrikt, samt Huddunge till Våla landsfiskalsdistrikt. Samtidigt inkorporerades hela Torstuna landsfiskalsdistrikt. När Sveriges nya indelning i landsfiskalsdistrikt trädde i kraft den 1 januari 1952 (enligt kungörelsen 1 juni 1951) ändrades distriktets omfattning.

### Från 1918
Simtuna härad:
- Enåkers landskommun
- Norrby landskommun
- Tärna landskommun
- Västerlövsta landskommun

Våla härad
- Huddunge landskommun

### Från 1 oktober 1941
Simtuna härad:
- Altuna landskommun
- Frösthults landskommun
- Simtuna landskommun
- Västerlövsta landskommun

Torstuna härad:
- Härnevi landskommun
- Torstuna landskommun
- Vittinge landskommun
- Österunda landskommun

### 1 januari 1952
- Fjärdhundra landskommun
- Vittinge landskommun
- Västerlövsta landskommun